# Lotta Edholm
Charlotta "Lotta" Kristina Johansdotter Edholm, född 8 februari 1965 i Västerås, är en svensk liberal politiker. Hon är Sveriges gymnasie-, högskole- och forskningsminister i regeringen Kristersson sedan 28 juni 2025. Dessförinnan var hon skolminister 2022–2025. Tidigare har hon varit borgarråd i Stockholms stad under åren 2005–2020.

## Biografi
Edholm har avlagt filosofie kandidatexamen i statsvetenskap. Hon började tidigt engagera sig politiskt och var ordförande för Folkpartiets ungdomsförbund mellan 1989 och 1991. Hon har även varit riksdagsledamot (statsrådsersättare) mellan 1992 och 1994 för Stockholms kommuns valkrets.

### Kommunalpolitik i Stockholm
1998 blev Edholm heltidspolitiker i Stockholms stad. 2005 tillträdde hon rollen som oppositionsborgarråd, och valdes senare i samband med valet 2006 till gruppledare och främsta företrädare för Folkpartiet i Stockholms stad. Under åren 2006–2014 samt 2018–2020 var Edholm skolborgarråd och ordförande i utbildningsnämnden i Stockholms stad. Däremellan var hon oppositionsborgarråd.

### Utanför politiken
I januari 2020 meddelade Edholm att hon hade beslutat att lämna politiken. Hon utsågs av regeringen till särskild utredare för att undersöka hur språkutvecklingen i förskolan kan förbättras, ett uppdrag hon innehade 2019–2020. Senare tillträdde hon en tjänst som seniorkonsult på byrån Tenelius Holm som är specialiserad på offentliga upphandlingar. Under 2021 valdes hon in i styrelsen för den börsnoterade friskolekoncernen Tellusgruppen.

### Skolminister
Den 18 oktober 2022 utnämndes Edholm till Sveriges skolminister i regeringen Kristersson.
Edholm har betonat vikten av fysiska läromedel och uttryckt oro över den ökande digitaliseringen i skolan. Hon har framhållit att för få elever har tillgång till böcker och framhållit vikten av att skolan "fylls med läsning och kunskap – inte skärmtid". Detta har lett till satsningar på att öka tillgången till läroböcker och bemannade skolbibliotek.
I linje med Tidöavtalet har Edholm initierat en översyn av friskolesystemet. Hon har uttryckt behovet av en ny friskolelag och framhållit att även betygssystemet behöver formas om. Regeringen tillsatte ett antal utredningar kring stärkt insyn och likvärdighet inom friskolesektorn.
Under början av 2025 presenterades flera betydande utredningar som syftar till att reformera det svenska skolsystemet, särskilt inom områdena betygssystem, undervisningstid och läroplaner. Betygssystemet föreslås göras om till en tio-gradig skala utan F, där meritvärdet delvis baseras på nationella prov för att motverka betygsinflation. Undervisningstiden för lärare föreslås regleras nationellt med tydliga ramar för undervisning, planering och uppföljning för att minska arbetsbelastningen. Läroplanerna föreslås fokusera mer på faktakunskaper och anpassas efter barns kognitiva utveckling, samtidigt som lärarnas profession får större utrymme. Utöver dessa har även utredningar kring lärarutbildning, yrkesprogram, mobilförbud samt trygghet och studiero presenterats.
Vid regeringsombildningen 28 juni 2025 fick Edholm ändrad portfölj, från skolminister till gymnasie-, högskole- och forskningsminister.

## Familj
Edholm var 1992–2004 gift med folkpartiledaren Lars Leijonborg, med vilken hon har en son.